# Papurí
Papurí je rijeka u Kolumbiji, a u svom donjem toku, do ušća u Vaupés, čini granicu između Kolumbije i Brazila. Pripada porječju rijeke Amazone.